# D͟dal
D͟dal ist ein arabischer Buchstabe, der Bestandteil des Shahmukhi-Alphabets der Panjabi-Sprache ist. Er ist abgeleitet vom arabischen Buchstaben Dāl (د) durch die Hinzufügung eines hochgestellten Ṭā' (ط) sowie eines untergesetzten Punktes.
Der Buchstabe wird gelegentlich verwendet, um ein geminiertes Ddāl darzustellen, dementsprechend ist die Aussprache [ɖː]. In der Gurmukhi-Schrift würde dieser Laut durch die Kombination des Sonderzeichens Addak mit dem Buchstaben ਡ dargestellt werden.
Das Zeichen ist im Unicode-Block Arabisch am Codepunkt U+068B kodiert.
| Unicode Codepoint | U+068B                                         |
| Unicode-Name      | ARABIC LETTER DAL WITH DOT BELOW AND SMALL TAH |
| HTML              | &#1675;                                        |